# SC Rot-Weiß Oberhausen-Rhld. 1904 2004-2005
Questa voce raccoglie le informazioni riguardanti l'SC Rot-Weiß Oberhausen-Rhld. 1904 nelle competizioni ufficiali della stagione 2004-2005.

## Stagione
Nella stagione 2004-2005 il Rot Weiss Oberhausen, allenato da Jørn Andersen, Jürgen Luginger e Eugen Hach, concluse il campionato di 2. Bundesliga al 16º posto e retrocesse in Regionalliga. In Coppa di Germania il Rot Weiss Oberhausen fu eliminato al secondo turno dallo Stoccarda.

## Rosa
| N. |                     | Ruolo | Calciatore        |
| -- | ------------------- | ----- | ----------------- |
| 1  | Germania (bandiera) | P     | Oliver Adler      |
| 2  | Belgio (bandiera)   | D     | Gauthier Remacle  |
| 3  | Ghana (bandiera)    | D     | Anthony Tiéku     |
| 4  | Brasile (bandiera)  | D     | André Astorga     |
| 5  | Romania (bandiera)  | D     | Marius Baciu      |
| 6  | Germania (bandiera) | D     | Thomas Cichon     |
| 7  | Germania (bandiera) | C     | Mike Rietpietsch  |
| 8  | Spagna (bandiera)   | C     | David Montero     |
| 9  | Senegal (bandiera)  | A     | Salif Keïta       |
| 10 | Bulgaria (bandiera) | C     | Boyko Velichkov   |
| 11 | Brasile (bandiera)  | C     | Chiquinho         |
| 12 | Albania (bandiera)  | D     | Adrian Aliaj      |
| 13 | Belgio (bandiera)   | C     | Stijn Haeldermans |
| 14 | Brasile (bandiera)  | A     | Leandro Simioni   |
| 15 | Germania (bandiera) | D     | Benjamin Reichert |
| 16 | Ungheria (bandiera) | A     | Tibor Tokody      |
| 17 | Germania (bandiera) | C     | Ralf Keidel       |

| N. |                         | Ruolo | Calciatore         |
| -- | ----------------------- | ----- | ------------------ |
| 18 | Croazia (bandiera)      | P     | Matko Kalinić      |
| 19 | Togo (bandiera)         | C     | Moustapha Salifou  |
| 20 | Burkina Faso (bandiera) | C     | Alassane Ouédraogo |
| 21 | Marocco (bandiera)      | D     | Monir Ibrahim      |
| 22 | Germania (bandiera)     | C     | Jürgen Luginger    |
| 23 | Germania (bandiera)     | C     | Dennis Dornauer    |
| 26 | Turchia (bandiera)      | C     | Ümit Ertural       |
| 27 | Togo (bandiera)         | A     | Abdou Ouro-Akpo    |
| 28 | Germania (bandiera)     | P     | Christian Börkel   |
| 29 | Germania (bandiera)     | C     | Tim Reichert       |
| 30 | Portogallo (bandiera)   | D     | Hugo Costa         |
| 34 | Ungheria (bandiera)     | A     | Péter Bajzát       |
| 35 | Austria (bandiera)      | C     | Gerd Wimmer        |
| 36 | Namibia (bandiera)      | A     | Geoffrey Roman     |
| 37 | Germania (bandiera)     | A     | Nico Frommer       |
| 40 | Germania (bandiera)     | D     | Dalibor Gatarić    |
| 41 | Germania (bandiera)     | A     | Danijel Gatarić    |

## Organigramma societario
Area tecnica
- Allenatore: Eugen Hach
- Allenatore in seconda: Jürgen Luginger
- Preparatore dei portieri: Michael Stahl
- Preparatori atletici:

## Calciomercato

### Sessione estiva
| Acquisti | Acquisti          | Acquisti                | Acquisti |
| R.       | Nome              | da                      | Modalità |
| -------- | ----------------- | ----------------------- | -------- |
| D        | Marius Baciu      | Lilla                   |          |
| A        | Péter Bajzát      | Debrecen                |          |
| C        | Chiquinho         | LR Ahlen                |          |
| D        | Thomas Cichon     | Colonia                 |          |
| C        | Dennis Dornauer   | Uerdingen 05 (juniores) |          |
| C        | Stijn Haeldermans | KVV Heusden-Zolder      |          |
| P        | Matko Kalinić     | Rijeka                  |          |
| C        | Ralf Keidel       | Duisburg                |          |
| A        | Salif Keïta       | Union Berlino           |          |

| Cessioni | Cessioni               | Cessioni           | Cessioni |
| R.       | Nome                   | da                 | Modalità |
| -------- | ---------------------- | ------------------ | -------- |
| A        | Caio Ribeiro Decoussau | Botafogo           |          |
| C        | Denis Bushuev          | Monaco 1860        |          |
| C        | Hajrudin Catic         | Union Berlino      |          |
| D        | Geri Çipi              | Tirana             |          |
| A        | Lars Kampf             | Lubecca            |          |
| P        | Carsten Nulle          | Fortuna Düsseldorf |          |
| C        | Saša Radulović         | LR Ahlen           |          |
| D        | Dejan Raičković        | TeBe Berlino       |          |
| C        | Frank Scharpenberg     | Verl               |          |

### Sessione invernale
| Acquisti | Acquisti     | Acquisti              | Acquisti |
| R.       | Nome         | da                    | Modalità |
| -------- | ------------ | --------------------- | -------- |
| A        | Nico Frommer | Eintracht Francoforte |          |

| Cessioni | Cessioni | Cessioni | Cessioni |
| R.       | Nome     | da       | Modalità |
| -------- | -------- | -------- | -------- |

## Risultati

### 2. Bundesliga

#### Girone di andata
| Arbitro: | Keßler |

|                 |           |           |
| Rietpietsch 15’ | Marcatori | 30’ Labak |

| Arbitro: | Wack |

|                |           |                  |
| Hebestreit 30’ | Marcatori | 60’ (rig.) Aliaj |

| Arbitro: | Pickel |

|  |           |                       |
|  | Marcatori | 4’ Kurth 56’ Ahanfouf |

| Arbitro: | Perl |

|              |           |  |
| Baumgart 75’ | Marcatori |  |

| Arbitro: | Henschel |

|                   |           |                                |
| Herzig 38’ (aut.) | Marcatori | 76’ Schmidt 80’ Younga-Mouhani |

| Arbitro: | Walz |

|                                                               |           |                       |
| Meier 35’ Beierle 46’, 59’ Lexa 50’ van Lent 68’ Hoffmann 90’ | Marcatori | 31’ Bajzát 74’ Tokody |

| Arbitro: | Dingert |

|           |           |  |
| Keidel 5’ | Marcatori |  |

| Arbitro: | Schößling |

|                        |           |                           |
| Podolski 23’, 51’, 83’ | Marcatori | 10’ Keïta 35’ Rietpietsch |

| Arbitro: | Schriever |

|                           |           |  |
| Rietpietsch 34’ Baciu 78’ | Marcatori |  |

| Arbitro: | Grudzinski |

|                                         |           |  |
| Hagner 36’ (rig.) Benčík 41’ Örtülü 83’ | Marcatori |  |

| Arbitro: | Scheppe |

|                       |           |                 |
| Blank 9’ Michalke 22’ | Marcatori | 74’ Rietpietsch |

| Arbitro: | Merk |

|           |           |           |
| Baciu 50’ | Marcatori | 56’ Kioyo |

| Arbitro: | Kemmling |

|                                             |           |            |
| Kolomazník 21’, 27’, 56’ Týce 33’ Baier 63’ | Marcatori | 72’ Tokody |

| Arbitro: | Kempter |

|           |           |  |
| Tiéku 58’ | Marcatori |  |

| Arbitro: | Sippel |

|  |           |                  |
|  | Marcatori | 9’ (aut.) Tredup |

| Arbitro: | Drees |

|                                     |           |                          |
| Rietpietsch 48’ Roman 63’ Tiéku 73’ | Marcatori | 81’ von Walsleben-Schied |

| Arbitro: | Welz |

|                                    |           |  |
| Tiéku 8’ (aut.) Günther 57’ (rig.) | Marcatori |  |

#### Girone di ritorno
| Arbitro: | Gräfe |

|                      |           |                               |
| Marić 38’ Pelzer 77’ | Marcatori | 65’ Haeldermans 90’ Ouédraogo |

| Arbitro: | Schößling |

|                                            |           |                                    |
| Keïta 36’, 38’ Frommer 43’ Zedi 64’ (aut.) | Marcatori | 23’ Klingmann 56’ Tiganj 90’ David |

| Arbitro: | Frank |

|                                |           |             |
| Kurth 35’, 40’, 47’ Bugera 78’ | Marcatori | 15’ Frommer |

| Arbitro: | Scheppe |

|  |           |                |
|  | Marcatori | 75’ Jungnickel |

| Arbitro: | Welz |

|                            |           |                      |
| Drescher 71’ Reisinger 75’ | Marcatori | 13’, 56’ Haeldermans |

| Arbitro: | Pickel |

|  |           |                                |
|  | Marcatori | 30’ Jones 52’ van Lent 79’ Cha |

| Arbitro: | Stark |

|  |           |                                         |
|  | Marcatori | 13’ (rig.) Podolski 35’ Rahn 67’ Ebbers |

| Arbitro: | Rafati |

|                             |           |                 |
| Lavrič 22’ Kennedy 40’, 57’ | Marcatori | 51’ Haeldermans |

| Arbitro: | Albrecht |

|                            |           |  |
| Frommer 38’, 72’ Keïta 84’ | Marcatori |  |

| Arbitro: | Sippel |

|                                     |           |  |
| Stoll 10’ Masmanidis 19’ Saenko 61’ | Marcatori |  |

| Oberhausen 10 aprile 2005, ore 15:00 CEST 28ª giornata | RW Oberhausen | 0 – 0 referto | Alemannia Aquisgrana | Niederrheinstadion (6 844 spett.)\| Arbitro: \| Fleischer \| |
| Arbitro:                                               | Fleischer     |               |                      |                                                              |

| Arbitro: | Weiner |

|               |           |                     |
| Koen 26’, 28’ | Marcatori | 84’ Keïta 90’ Baciu |

| Oberhausen 24 aprile 2005, ore 15:00 CEST 30ª giornata | RW Oberhausen | 0 – 0 referto | Monaco 1860 | Niederrheinstadion (5 204 spett.)\| Arbitro: \| Walz \| |
| Arbitro:                                               | Walz          |               |             |                                                         |

| Arbitro: | Pickel |

|                                          |           |               |
| Schröck 24’ Ruman 26’ Reichel 43’ (rig.) | Marcatori | 7’, 11’ Keïta |

| Arbitro: | Wack |

|                            |           |                     |
| Rietpietsch 4’ Astorga 90’ | Marcatori | 3’, 68’ Mikolajczak |

| Arbitro: | Welz |

|  |           |                           |
|  | Marcatori | 14’ Rietpietsch 38’ Keïta |

| Arbitro: | Schalk |

|                |           |           |
| Haeldermans 9’ | Marcatori | 53’ Demir |

### Coppa di Germania
| Arbitro: | Lupp |

|  |           |                                 |
|  | Marcatori | 28’ Tiéku 47’ Keïta 68’ Remacle |

| Arbitro: | Welz |

|  |           |                    |
|  | Marcatori | 54’ Cacau 57’ Hleb |

## Statistiche

### Statistiche di squadra
| Competizione      | Punti | In casa | In casa | In casa | In casa | In casa | In casa | In trasferta | In trasferta | In trasferta | In trasferta | In trasferta | In trasferta | Totale | Totale | Totale | Totale | Totale | Totale | DR  |
| Competizione      | Punti | G       | V       | N       | P       | Gf      | Gs      | G            | V            | N            | P            | Gf           | Gs           | G      | V      | N      | P      | Gf     | Gs     | DR  |
| ----------------- | ----- | ------- | ------- | ------- | ------- | ------- | ------- | ------------ | ------------ | ------------ | ------------ | ------------ | ------------ | ------ | ------ | ------ | ------ | ------ | ------ | --- |
| 2. Bundesliga     | 34    | 17      | 6       | 6       | 5       | 20      | 20      | 17           | 2            | 4            | 11           | 20           | 42           | 34     | 8      | 10     | 16     | 40     | 62     | -22 |
| Coppa di Germania | -     | 1       | 0       | 0       | 1       | 0       | 2       | 1            | 1            | 0            | 0            | 3            | 0            | 2      | 1      | 0      | 1      | 3      | 2      | +1  |
| Totale            | 34    | 18      | 6       | 6       | 6       | 20      | 22      | 18           | 3            | 4            | 11           | 23           | 42           | 36     | 9      | 10     | 17     | 43     | 64     | -21 |

### Andamento in campionato
| Giornata  | 1 | 2 | 3  | 4  | 5  | 6  | 7  | 8  | 9  | 10 | 11 | 12 | 13 | 14 | 15 | 16 | 17 | 18 | 19 | 20 | 21 | 22 | 23 | 24 | 25 | 26 | 27 | 28 | 29 | 30 | 31 | 32 | 33 | 34 |
| --------- | - | - | -- | -- | -- | -- | -- | -- | -- | -- | -- | -- | -- | -- | -- | -- | -- | -- | -- | -- | -- | -- | -- | -- | -- | -- | -- | -- | -- | -- | -- | -- | -- | -- |
| Luogo     | C | T | C  | T  | C  | T  | C  | T  | C  | T  | T  | C  | T  | C  | T  | C  | T  | T  | C  | T  | C  | T  | C  | C  | T  | C  | T  | C  | T  | C  | T  | C  | T  | C  |
| Risultato | N | N | P  | P  | P  | P  | V  | P  | V  | P  | P  | N  | P  | V  | V  | V  | P  | N  | V  | P  | P  | N  | P  | P  | P  | V  | P  | N  | N  | N  | P  | N  | V  | N  |
| Posizione | 7 | 9 | 13 | 16 | 18 | 18 | 17 | 18 | 15 | 17 | 18 | 18 | 18 | 18 | 16 | 12 | 16 | 15 | 13 | 14 | 16 | 15 | 17 | 17 | 18 | 18 | 18 | 17 | 17 | 18 | 18 | 17 | 17 | 16 |

Legenda:

Luogo: C = Casa; T = Trasferta. Risultato: V = Vittoria; N = Pareggio; P = Sconfitta.

### Statistiche dei giocatori
| Giocatore      | 2. Bundesliga | 2. Bundesliga | 2. Bundesliga | 2. Bundesliga | Coppa di Germania | Coppa di Germania | Coppa di Germania | Coppa di Germania | Totale   | Totale | Totale      | Totale     |
| Giocatore      | Presenze      | Reti          | Ammonizioni   | Espulsioni    | Presenze          | Reti              | Ammonizioni       | Espulsioni        | Presenze | Reti   | Ammonizioni | Espulsioni |
| -------------- | ------------- | ------------- | ------------- | ------------- | ----------------- | ----------------- | ----------------- | ----------------- | -------- | ------ | ----------- | ---------- |
| O. Adler       | 33            | 0             | 3             | 1             | 2                 | 0                 | 0                 | 0                 | 35       | 0      | 3           | 1          |
| A. Aliaj       | 13            | 1             | 3             | 0             | 1                 | 0                 | 1                 | 0                 | 14       | 1      | 4           | 0          |
| A. Astorga     | 23            | 1             | 4             | 0             | 1                 | 0                 | 0                 | 0                 | 24       | 1      | 4           | 0          |
| M. Baciu       | 24            | 3             | 4             | 0             | 1                 | 0                 | 0                 | 0                 | 25       | 3      | 4           | 0          |
| P. Bajzát      | 7             | 1             | 1             | 0             | 2                 | 0                 | 0                 | 0                 | 9        | 1      | 1           | 0          |
| C. Börkel      | 0             | 0             | 0             | 0             | 0                 | 0                 | 0                 | 0                 | 0        | 0      | 0           | 0          |
| C. Chiquinho   | 17            | 0             | 1             | 0             | 0                 | 0                 | 0                 | 0                 | 17       | 0      | 1           | 0          |
| T. Cichon      | 30            | 0             | 8             | 0             | 1                 | 0                 | 0                 | 0                 | 31       | 0      | 8           | 0          |
| H. Costa       | 10            | 0             | 3             | 1             | 1                 | 0                 | 0                 | 0                 | 11       | 0      | 3           | 1          |
| D. Dornauer    | 0             | 0             | 0             | 0             | 0                 | 0                 | 0                 | 0                 | 0        | 0      | 0           | 0          |
| Ü. Ertural     | 2             | 0             | 1             | 0             | 0                 | 0                 | 0                 | 0                 | 2        | 0      | 1           | 0          |
| N. Frommer     | 14            | 4             | 1             | 1             | 0                 | 0                 | 0                 | 0                 | 14       | 4      | 1           | 1          |
| D. Gatarić     | 3             | 0             | 0             | 0             | 0                 | 0                 | 0                 | 0                 | 3        | 0      | 0           | 0          |
| D. Gatarić     | 2             | 0             | 0             | 0             | 0                 | 0                 | 0                 | 0                 | 2        | 0      | 0           | 0          |
| S. Haeldermans | 27            | 5             | 2             | 1             | 1                 | 0                 | 0                 | 0                 | 28       | 5      | 2           | 1          |
| M. Ibrahim     | 0             | 0             | 0             | 0             | 0                 | 0                 | 0                 | 0                 | 0        | 0      | 0           | 0          |
| M. Kalinić     | 4             | 0             | 0             | 0             | 0                 | 0                 | 0                 | 0                 | 4        | 0      | 0           | 0          |
| R. Keidel      | 30            | 1             | 9             | 1             | 2                 | 0                 | 0                 | 0                 | 32       | 1      | 9           | 1          |
| S. Keïta       | 23            | 8             | 4             | 0             | 2                 | 1                 | 0                 | 0                 | 25       | 9      | 4           | 0          |
| J. Luginger    | 0             | 0             | 0             | 0             | 0                 | 0                 | 0                 | 0                 | 0        | 0      | 0           | 0          |
| D. Montero     | 34            | 0             | 4             | 0             | 2                 | 0                 | 0                 | 0                 | 36       | 0      | 4           | 0          |
| A. Ouédraogo   | 24            | 1             | 0             | 0             | 2                 | 0                 | 0                 | 0                 | 26       | 1      | 0           | 0          |
| A. Ouro-Akpo   | 0             | 0             | 0             | 0             | 0                 | 0                 | 0                 | 0                 | 0        | 0      | 0           | 0          |
| B. Reichert    | 2             | 0             | 0             | 0             | 0                 | 0                 | 0                 | 0                 | 2        | 0      | 0           | 0          |
| T. Reichert    | 0             | 0             | 0             | 0             | 0                 | 0                 | 0                 | 0                 | 0        | 0      | 0           | 0          |
| G. Remacle     | 13            | 0             | 1             | 0             | 2                 | 1                 | 0                 | 0                 | 15       | 1      | 1           | 0          |
| M. Rietpietsch | 31            | 7             | 6             | 0             | 2                 | 0                 | 0                 | 0                 | 33       | 7      | 6           | 0          |
| G. Roman       | 7             | 1             | 1             | 0             | 0                 | 0                 | 0                 | 0                 | 7        | 1      | 1           | 0          |
| M. Salifou     | 16            | 0             | 0             | 1             | 0                 | 0                 | 0                 | 0                 | 16       | 0      | 0           | 1          |
| L. Simioni     | 19            | 0             | 3             | 0             | 1                 | 0                 | 0                 | 0                 | 20       | 0      | 3           | 0          |
| A. Tiéku       | 16            | 2             | 3             | 0             | 2                 | 1                 | 0                 | 0                 | 18       | 3      | 3           | 0          |
| T. Tokody      | 18            | 2             | 1             | 0             | 2                 | 0                 | 0                 | 0                 | 20       | 2      | 1           | 0          |
| B. Velichkov   | 12            | 0             | 3             | 0             | 1                 | 0                 | 0                 | 0                 | 13       | 0      | 3           | 0          |
| G. Wimmer      | 18            | 0             | 3             | 0             | 0                 | 0                 | 0                 | 0                 | 18       | 0      | 3           | 0          |